# Fornaci di laterizi Maxia
Le Fornaci di laterizi Maxia sono un complesso di edifici di interesse archeologico - industriale, siti nella città di Quartu Sant'Elena, in via Brigata Sassari.

## Storia

### La fondazione
Quartu fin dalla seconda metà del 1800 ospitava già diversi servizi tra cui il municipio, la caserma dei carabinieri con annesse le carceri di Sant'Angelo e la stazione dei tram.
La vita economica della città avveniva nel mercato, dove attualmente sorge la piazza Dessi, che ospita il nuovo mercato civico. La zona dove sorgeva il mercato veniva chiamata Sa Perda Mulla (la pietra miliare da cui Quartu prende il nome) poiché in quel luogo si trovava la pietra miliare di epoca romana, che segnava la distanza di quattro miglia da Cagliari, successivamente sparita durante dei lavori. La struttura più importante era la stazione dei tram che sorgeva dove attualmente sorgono i giardinetti pubblici di piazza Matteotti.  La città ospitava anche industrie come la distilleria Capra, il pastificio Rosas, il macello e alcune zone ricreative come il Cinema Impero e il Cinema Nuovo. 
Nel 1908 il fondatore della fabbrica, cavalier Felicino Maxia, sulla scia della rivoluzione industriale, capì che in una città in così grande fermento, come era Quartu in quel periodo, una fabbrica di laterizi avrebbe avuto sviluppo.
La fabbrica venne costruita nella periferia di Quartu su un terreno di forma quadrangolare di circa 10.000 m². Felicino Maxia che tanto aveva viaggiato, soprattutto nel lombardo-veneto, affidò il progetto della fabbrica alla Meccanica Lombarda, una ditta che si occupava dei progetti architettonici, di produrre le macchine e di fornire ingegneri. La fabbrica venne costruita con manodopera quartese utilizzando mattoni di argilla cotta fatti a mano e ladiri (tipici mattoni di fango, molto utilizzati nei paesi del Campidano anche per la realizzazione di abitazioni).

### Conformazione
La fabbrica era composta da due capannoni principali che ospitavano uno la sala macchine, per la trasformazione dell'argilla in mattoni crudi, l'altro il forno, per la cottura dei mattoni.Il fumaiolo è realizzato con mattoni pieni fatti a mano, aventi forma trapezoidale per poter realizzare la sezione circolare dello stesso. La dimensione dei lati del trapezio varia con il variare del diametro del fumaiolo, più largo alla base e più stretto alla sommità. Sui vertici dell'area insistevano altri quattro capannoni più piccoli, utilizzati per le svariate necessità. Infine trovavano posto il grande forno per la produzione della calce, un piccolo fabbricato vicino al forno della calce (demolito e mai ricostruito), una cabina elettrica, diverse cisterne sotterranee per l'acqua a uso industriale, un pozzo e la palazzina di residenza dei proprietari.  Gli aggiornamenti tecnologici dell'epoca portarono negli anni a sviluppare essiccatoi all'aperto o al chiuso ad aria calda forzata. Il complesso così costituito era rappresentativo della pregevole architettura industriale nazionale ed europea, dalla quale attingeva gli stili che abbinando alla funzione il gusto, enfatizzavano architettonicamente l'importanza economica della fabbrica. Sino alla prima metà degli anni '60, alle due estremità del prospetto maggiore del capannone del forno, si potevano vedere due piccoli locali, uno per il ricovero di un trattore, l'altro per i servizi igienici degli operai. Tali corpi di fabbrica furono demoliti, il primo per costruire la struttura in cemento armato contenente un serbatoio del petrolio grezzo, l'altro per realizzare al piano primo di un locale posto fra la sala macchine e il forno, con accesso dallo stesso forno, un più adeguato e moderno locale adibito a mensa, bagni con docce dotate di acqua calda, spogliatoi.

### Funzionamento
L'argilla utilizzata per la produzione dei mattoni proveniva dalle cave di argilla bianca di Su Paris, ubicata nelle vicinanze dello stagno di Simbirizzi, e dalle cave di argilla rossa di Ussana. La miscela di argille ottenuta dava al mattone ottime caratteristiche di resistenza e duttilità per un migliore utilizzo e facilità di posa in opera.
La fabbrica utilizzava all'inizio il forno Lanuzzi, un forno a legna e carbone in cui i mattoni venivano inseriti dall'alto, mentre da un'apposita apertura alla base veniva introdotta la legna. Questo forno venne poi sostituito con il forno Hoffman intorno al 1950; questo funzionava a petrolio grezzo con innesco da iniettori. I mattoni venivano cotti in cataste realizzate a mano all'interno del forno, accessibile tramite cunicoli a livello terra. Al forno era annessa un'alta ciminiera, di cui oggi rimango circa i 4/5, a cui i fumi di cottura (circa 900 °C) arrivavano attraverso dei condotti sotterranei grazie a un estrattore elettrico dotato di ventola.
Le fornaci ospitavano alcuni essiccatoi esterni (tettoie) e altri interni. Quelli interni, divisi in molteplici magazzini, erano dotati di ventole elettriche che agitavano l'aria calda, proveniente da un apposito bruciatore alimentato dai fumi del forno Hoffman.
La fabbrica non mancava di un forno per la produzione della calce, costituente per dimensioni l'esempio più grande in Sardegna.
Nei primi anni di attività l'argilla, trasportata dalle cave su carri, veniva utilizzata per la produzione dei mattoni pieni, fatti a mano, tre per volta, in formelle di legno. Successivamente l'avanzare del progresso tecnologico portò all'utilizzo dei camion, con un rilevante aumento della quantità del materiale trasportato, tale da costituire la cosiddetta "montagna dell'argilla" nel piazzale a destra dell'ingresso, dove l'argilla stagionava per essere poi inviata alla sala macchine mediante l'uso di una draga e di diversi vagoni su binario. Davanti al capannone che ospitava la sala macchine, sorgevano le cisterne interrate che servivano per tenere umida l'argilla, che a volte rimaneva nei piazzali giorni e giorni, sempre fresca.
In epoche successive il metodo di trasporto avvenne su nastri trasportatori e negli ultimi anni su pala meccanica gommata. All'interno della sala macchine il prodotto allo stato naturale, passando tra tramogge, frantumatori, vagli e mattoniera, veniva trasformato nei vari tipi di mattoni forati, tavelle e pignatte, ancora crudi. Da qui il trasporto agli essiccatoi, sia all'aperto (nel periodo estivo) sia al chiuso ad aerazione forzata, avveniva su convogli di carrelli trainati da piccoli trattori. Dopo circa venti giorni, variabili in base al tipo di mattone e alle condizioni climatiche, il prodotto veniva caricato su altri convogli e inviato al forno per il ciclo di cottura (riscaldamento, cottura, raffreddamento). In ultimo i laterizi venivano trasportati, su carrelli spinti a mano, e accatastati nel piazzale per la vendita.
I due capannoni posti alle estremità confinanti con via Barletta e via Ancona, erano i depositi dei mattoni pieni fatti a mano la cui catasta era così alta da raggiungere le travi del tetto. I due capannoni erano perfettamente uguali. Attualmente quello confinante con la via Siena è stato parzialmente demolito (era la rimessa del calesse dei proprietari e sui muri si potevano leggere i nomi dei cavalli in corrispondenza dei punti in cui venivano stallati) in seguito alla realizzazione della stessa via Siena. Prima dell'esproprio per la realizzazione della via Siena l'area originaria delle fornaci arrivava sino all'argine del Rio Is Cungiaus.

### Dipendenti
Per tutto il ciclo di produzione erano necessarie circa trentacinque persone, così distinte: una segretaria (per tutte le funzioni amministrative e contabili), un capofabbrica (capace di gestire il personale e risolvere tutti i problemi, con disponibilità 24 ore su 24 per le emergenze), due autisti (ai camion per il trasporto dell'argilla), un escavatorista (in cava), un meccanico (per riparare i ricorrenti guasti agli impianti), tre fuochisti (a turni di otto ore sino a coprire le ventiquattro ore e per 365 giorni, perché il forno non poteva essere mai spento), tre squadre di circa sei operai (una alla sala macchine, una agli essiccatoi, una al forno), due trattoristi (per i convogli).

### La chiusura
Le fornaci chiusero i battenti nel 1975 quando era gestita da Mariuccina Maxia, prima donna sarda imprenditrice nel settore, poiché necessitava di una profonda ristrutturazione e ammodernamento troppo costoso per i proprietari, e per il sopraggiungere dei prodotti concorrenti toscani.
Alle Fornaci Maxia bisogna riconoscere il merito di aver contribuito alla ricostruzione di gran parte dell'hinterland e di Cagliari nel secondo dopoguerra. I suoi mattoni inoltre vennero utilizzati, insieme con quelli delle Fornaci Picci, per la costruzione della città di Carbonia.

### Archeologia industriale
La fabbrica è stata visitabile durante la manifestazione Monumenti Aperti fino all'edizione del 2007. Un incendio aveva distrutto il tetto della sala macchine, infatti adesso si può notare, che, a differenza dell'altro capannone, la copertura del tetto è realizzata con materiali differenti dalle originarie travi in legno, canne e tegole sarde.

### Proprietari
- Felicino Maxia: primo proprietario e fondatore della fabbrica di laterizi. Era cavaliere e segretario comunale.
- Vitale Maxia: nipote di Felicino Maxia ereditò la fabbrica alla morte dello Zio
- Giuseppe Maxia: comproprietario della fabbrica assieme a Mariuccina Maxia, costituenti la "Società laterizi Quartu". Ereditò la fabbrica dal padre Vitale.
- Mariuccina Maxia: comproprietaria della fabbrica assieme al fratello Giuseppe. Alla morte di questi gestì le fornaci fino alla chiusura. Fu comproprietaria con Antonia Giulia, Maria Rosaria e Marco Maxia, figli di Giuseppe, scomparso prematuramente nel 1958 in un incidente stradale.
- Antonia Giulia, Maria Rosaria e Marco Maxia: ultimi proprietari della fabbrica.